# Geotrygon lawrencii
Geotrygon lawrencii là một loài chim trong họ Columbidae.